# Aranjuez Guitar Duo
Das Aranjuez Guitar Duo ist ein Projekt der Gitarristen Massimo Laura und Ulrich Steier.
Die beiden Konzertgitarristen lernten sich durch das europäische Erasmus-Programm kennen. Im Jahr 2006 gründeten sie das Duo, die ersten Auftritte folgten in der Schweiz und in Italien. 
Auf dem Programm des Duos stehen Werke von Albéniz und Brahms, von Abel Carlevaro und Benvenuto Terzi sowie Eigenkompositionen, Widmungen und Eigenbearbeitungen.